# Kepler-33
Kepler-33 is een ster in het sterrenbeeld Zwaan (Cygnus). De ster is vermoedelijk een subreus en heeft vijf bevestigde exoplaneten. De afstand tot Kepler-33 is 4086 lichtjaar.

## Planetenstelsel
Het planetenstelsel van de ster werd ontdekt door de Kepler-ruimtetelescoop van NASA en bevestigd in 2012 door middel van transitiefotometrie. De massa van de exoplaneten zijn onbekend.
| Planeet | Massa | Halve lange as (AE) | Omlooptijd (dagen) | Excentriciteit | Straal          |
| ------- | ----- | ------------------- | ------------------ | -------------- | --------------- |
| b       | —     | 0,0677 ± 0,0014     | 5,67               | —              | 0,16 ± 0,02 RJ  |
| c       | —     | 0,1189 ± 0,0025     | 13,18              | —              | 0,29 ± 0,027 RJ |
| d       | —     | 0,1662 ± 0,0035     | 21,78              | —              | 0,48 ± 0,04 RJ  |
| e       | —     | 0,2138 ± 0,0045     | 31,78              | —              | 0,36 ± 0,034 RJ |
| f       | —     | 0,2535 ± 0,0054     | 41,03              | —              | 0,4 ± 0,037 RJ  |

## Afbeeldingen

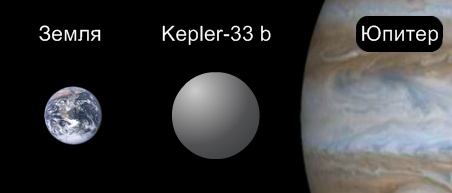
Kepler-33b vergeleken met de Aarde en Jupiter